# Inbetalning
Inbetalning är inom ekonomi den händelse som sker då pengar byter ägare. Vid köp i affär får affären en inbetalning när den tar emot pengarna köparen överlämnar. Får affären istället pengarna på elektronisk väg till ett bankkonto, så har inbetalningen skett när den digitala informationen om aktuell mängd pengar ändrats. 
Uttrycket används också i allmänt språkbruk om händelsen när en person gör en överföring till ett företag som betalning för en faktura.